# Klaus Jacob
Klaus Jacob (ur. 20 kwietnia 1943 w Aussig an der Elbe) – niemiecki wioślarz reprezentujący NRD, srebrny medalista olimpijski.

## Kariera
Wystąpił na igrzyskach olimpijskich w Meksyku w 1968, gdzie osada NRD w składzie: Peter Kremtz, Roland Göhler, Manfred Gelpke, Klaus Jacob i Dieter Semetzky (sternik) zdobyła srebrny medal w czwórkach ze sternikiem. W wyścigu finałowym o 2,58 sekundy przegrali z osadą Nowej Zelandii, a o 0,84 sekundy wyprzedzili osadę Szwajcarii. Był to jego jedyny start olimpijski.
Dwukrotnie zdobywał tytuł mistrza kraju: w dwójkach bez sternika w 1966 i w czwórkach ze sternikiem w 1969. Kształcił się na Uniwersytecie Technicznym w Dreźnie, uzyskując dyplom inżyniera.